# Левитан, Джерри
Дже́ральд А́шер Левита́н (род. 1954) — канадский актёр и режиссёр.
В 14 лет Джерри стал известен как «ребенок, взявший интервью у Леннона». Несмотря на свой юный возраст, в 1969 году он пробрался в торонтский отель, где отдыхали Джон Леннон с Йоко Оно, и на бобинный магнитофон записал сорокаминутное интервью с ними о мире, The Beatles и их музыке. В 2007 году он снял короткометражный анимационный фильм «Я встретил моржа» об этой встрече.
Фильм получил Дневную премию «Эмми» в 2009 году в категориях «Новые подходы», «Дневное вещание». Фильм также был номинирован на Оскар в категории «Лучший короткометражный анимационный фильм» в 2008 году, а также победил в номинации «Лучший анимационный фильм» на Манхэттэнском фестивале короткометражек, Американском кинофестивале и Средневосточном Международном кинофестивале. Джерри — автор автобиографии «Я встретил моржа», выпущенной в мае 2009 года Харпером Коллинсом. Фильм являет собой оценку детства Левитана и его любви к битлам; он подробно описывает день, проведенный с Джоном Ленноном и Йоко Оно и его попытки самоубийства.
В июле 2011 года состоялась мировая премьера последнего анимационного фильма Левитана, «Родина Йоко Оно» (Yoko Ono’s My Hometown), на Кинофестивале «Без границ» (Senza Frontiere) в итальянском Сполето, где фильм получил широкое признание. Левитан сопродюсировал и режиссировал этот фильм вместе с Терри Томнкинсом на The Eggplant Collective. Йоко Оно рассказала своё стихотворение и предоставила песню «Remember Love» со стороны B альбома «Give Peace A Chance» в качестве саундтрека.

## Биография
Левитан получил степень бакалавра искусств в Йоркском Университете и бакалавра юрисдикции в Осгудской школе права в Йоркском Университете, и за время своей карьеры участвовал в нескольких громких судебных процессах. Джерри Левитан — автор нескольких книг.
Левитан также сыграл ряд ролей в канадских и международных фильмах и сериалах, включая Западное крыло (англ. The West Wing); он — выдающий детский артист. Выступая под псевдонимом Сэр Джерри и используя поддержку целой группы рок-музыкантов и артистов, он выпустил три CD-диска: «Пчелы, бабочки и жуки» (англ. Bees, Butterflies & Bugs), «Мир сэра Джерри» (англ. Sir Jerry's World) и «Машина времени» (англ. Time Machine), занимается разработкой телесериала.